# Jakubany
Jakubany (Hongaars: Szepesjakabfalva) is een Slowaakse gemeente in de regio Prešov, en maakt deel uit van het district Stará Ľubovňa.
Jakubany telt 2.599 inwoners.